# Вартеланд
Райхсгау Вартеланд або Імперська область Країна Варти (нім. Reichsgau Wartheland, пол. Okręg Rzeszy Kraj Warty), первісно  Райхсгау Позен (нім. Reichsgau Posen), іноді також Вартегау (нім. Warthegau, пол. Okręg Warcki) — адміністративно-територіальна одиниця нацистської Німеччини, утворена на анексованій нею території Другої Речі Посполитої під час Другої світової війни. Назва початково походила від міста Познань (нім. Posen), а згодом від головної річки краю — Варти (нім. Warthe). Фактично припинила існування на початку 1945 року зі вступом радянських військ на територію західної Польщі.

## Демографія
У 1921 році на території цього утворення, населеного переважно поляками, проживало 16,7 % німців. Населення Вартеланду у 1941 році налічувало 4 693 700 жителів, тоді як у 1943 становило вже 4 540 660 осіб. Протягом Другої світової війни з території Країни Варти в сусіднє Генерал-губернаторство було виселено 630 000 поляків і євреїв (понад 70 000 — з самої Познані) в рамках операцій, об'єднаних назвою Kleine Planung (Мале планування). У 1940—1941 рр. до Вартегау виселяли німців за програмою Додому в Рейх зі щойно окупованих СРСР територій.

## Адміністративно-територіальний поділ
Спочатку Райхсгау Позен включало 39 округів. Станом на 1 січня 1945 року Райхсгау Вартеланд охоплював 3 адміністративні округи Гогензальца (нім. Regierungsbezirk Hohensalza), Ліцманштадт (нім. Regierungsbezirk Litzmannstadt) і Познань (нім. Regierungsbezirk Posen), які разом поділялися на 44 округи.